# Ueckermannseius havu
Ueckermannseius havu är en spindeldjursart som först beskrevs av Pritchard och Baker 1962.  Ueckermannseius havu ingår i släktet Ueckermannseius och familjen Phytoseiidae. Inga underarter finns listade i Catalogue of Life.